# William Hardy Eshbaugh
William Hardy Eshbaugh ( Vandyne, Wisconsin, 1936 - ) es un botánico estadounidense

## Algunas publicaciones
- Eshbaugh, j.p., w.h. Eshbaugh. 1989. Pollen morphology of the Orobanchaceae and rhinanthoid Scrophulariaceae. Grana 28: 1-18

- Werth, c.r., s.i. Guttman, w.h. Eshbaugh. 1985. Electrophoretic evidence of reticulate evolution in the Appalachian Asplenium complex. Syst. Bot. 10:184-192. 21

- d'Arcy, w.g, w.h. Eshbaugh. 1984. New world peppers (Caps/cum-Solanaceae) north of Colombia. Baileya. 19:93-105

- 1979. A biosystematic and evolutionary study of the Capsicum pubescens complex. Natl. Geogr. Soc. Res.

- Mcleod, m.j., w.h. Eshbaugh, s. Guttman. 1979. An electrophoretic study of Capsicum (Solanaceae) : The purple flowered taxa. Bull. of the Torrey Botanical Club. 106: 326-333

- Jensen, r.j, w.h. Eshbaugh. 1976. Numerical taxonomíc studies of hybridization in Quercus I. Populations of restricted areal distributioh and lew taxonomic diversity. Syst. Bot. 1: 1-10

- 1970. A biosystematic and evolutionary study of Capsicum baccatum (Solanaceae). Brittonia. 22: 31 -43

## Honores

### Epónimos
Especies
- (Isoetaceae) Isoetes eshbaughii Hickey & H.P.Fuchs[1]

- (Solanaceae) Capsicum eshbaughii Barboza[2]

- (Solanaceae) Solanum eshbaughianum D'Arcy[3]

- La abreviatura «Eshbaugh» se emplea para indicar a William Hardy Eshbaugh como autoridad en la descripción y clasificación científica de los vegetales.[4]